# Maison du 30 rue Haute à Honfleur
La maison du 30 rue Haute à Honfleur est un édifice situé à Honfleur, dans le département français du Calvados, en France.

## Localisation
Le monument est situé à Honfleur au numéro 30 rue Haute anciennement rue Gambetta.

## Historique
La propriété est datée du deuxième quart du XVIe siècle plus précisément 1540.
La façade de la maison et la toiture sont inscrites au titre des Monuments historiques depuis le 11 octobre 1930.

## Caractères et architecture
La maison est construite à pans de bois et en pierres et possède un encorbellement.